# Іван Франек
Іван Франек (чеськ. Ivan Franek; 16 червня 1964, Плзень) — чеський актор кіно і телебачення, оператор.
16 червня 1964

## Біографія
Народився 16 червня 1964 року в чехословацькому Плзені. У 1989 році переїхав на постійне місце проживання до Франції. 
Дебютував в кіно 1997 році в фільмі Арно Селіньяка «Якби я міг тебе забути, Сараєво». Першу головну роль зіграв в романтичній драмі «Народжені вітром». 
Найчастіше Франек працює у французьких та італійських проєктах, але іноді його можна зустріти і в чеському кіно. Наприклад, в 2007 році він виконав роль Карела у фільмі Еліс Нелліс «Таємності», де його партнерами були Іва Біттова і Карел Роден. 

## Вибрана фільмографія
- 1997 — Якби я міг тебе забути, Сараєво — Драган
- 2000 — Комісар Наварро — Содран
- 2001 — Мегре — Володимир
- 2003 — Горілка Лимон — Ділован
- 2004 — Набережна Орфевр, 36 — Бруно Вінтерштейн
- 2006 — Шпигунські пристрасті — Віктор Зіленко
- 2007 — Таємності — Карел
- 2008 — Усе заради неї — Драган
- 2009 — Армія злочинців — Фері
- 2013 — Велика краса — Рон Світ
- 2013 — Мізерере — Варгос
- 2013 — Якщо я закрию очі, то більше вже нічого не побачу — Фелікс
- 2014 — Наліт — Андреас Мегрілішвілі
- 2015 — Хлорка — Іван
- 2017 — Молодий Карл Маркс — Михайло Бакунін
- 2019 — Анна — Моссано
- 2021 — Агент 117: З Африки з любов'ю — Казімір